# Нахчиван (аутономна република)
Нахчиван (азер. Naxçıvan), званично Нахчиванска Аутономна Република (азер. Naxçıvan Muxtar Respublikası), аутономна је република у саставу Азербејџана. Главни град републике је Нахчиван.

## Географија
Аутономна република Нахчиван је ексклава, територија физички одвојена од остатка територије Азербејџана, а између ова два подручја налазе се Јерменија. На западу, Нахчиван се граничи са Турском, а на југу са Ираном, односно са иранским покрајинама Западни Азербејџан и Источни Азербејџан. Зангезурске планине чине границу са Јерменијом, док река Аракс чини границу са Ираном. Језеро настало изградњом бране на тој реци даје воду за пољопривреду, а њена хидроелектрана производи енергију за Азербејџан и Иран.
Нахчиван је изузетно сув планински регион. Највиши врх Нахчивана је Капуџух (3904 м), а најпрепознатљивији је Иландаг (2415 м) који се види из града Нахчивана. Према легенди, пукотину на њеном врху створила је Нојева барка када се поплава повукла.

## Историја
Подручје је било део држава Урарту и касније Медије. Постало је део сатрапије Јерменије под Ахеменидском Персијом 521. године пре нове ере. После смрти Александра Великог 323. године п. н. е, неколико генерала македонске војске, укључујући Неоптолема, покушало је, али није успело да преузме контролу над регионом, и њиме је владала домаћа јерменска династија Оронтида све док Јерменију није освојио Антиох III Велики (владао 222–187. п. н. е.).
189. године пре нове ере, Нахчиван је постао део новог Јерменског краљевства које је основао Артаксија I. 428. године укинута је јерменска монархија Аршакуни, а Нахчиван је анектирала Сасанидска Персија. 623. године поседовање региона прешло је у руке Византијског царства, али је убрзо препуштено његовој сопственој власти. Себеос је то подручје називао Тачкаштан. Његов ученик Кориун Вардапет каже да је Нахчиван место на којем је јерменски учењак и теолог Месроп Маштоц завршио стварање јерменске абецеде и отворио прве јерменске школе. То се догодило у провинцији Гокхтан, што одговара модерном Нахчивановом округу Ордубад.
Од 640. године Арапи нападају Нахчиван и предузимају многе кампање у тој области, сламајући сав отпор и нападајући јерменске племиће који су остали у контакту са Византинцима или који су одбили да плаћају данак. 705. године, након сузбијања јерменске побуне, арапски принц Мухамед ибн Марван одлучио је да елиминише јерменско племство. У Нахчивану је неколико стотина јерменских племића било затворено у црквама и спаљено, док су други разапети.
Насиље је навело многе јерменске принчеве да побегну у суседно Краљевство Грузија или Византијско царство. У међувремену, сам Нахчиван постао је део аутономног Јерменског емирата под арапском контролом. Нахчиван је коначно ослобођен арапске власти у 10. веку од стране краља Смбата I из династије Багратида и предат принчевима Сјуника.
У 11. веку ово подручје заузимају Турци Селџуци, а у 12. веку град Нахчиван постаје престоница државе азербејџанских атабега. У 15. веку, регион је био део турских држава Кара Којунлу и Ак Којунлу. У 18. веку формиран је Нахчивански канат, који је номинално признавао персијску власт. 1828. године, регион постаје руски посед, а Нахчивански канат се укида.
После Октобарске револуције у Русији 1917. године, на овом подручју је, 1918. године, проглашена Република Арас, која је постојала до 1919. године, када је на њу инвазију извршила Јерменија. Пад републике покренуо је инвазију азербејџанске армије, која, исте године, избацује јерменске трупе из региона. Пошто је совјетска Црвена армија заузела регион 1920. године, створена је Нахчиванска аутономна совјетска социјалистичка република, а на референдуму који је одржан 1921. године 90% становништва републике изјаснило се за прикључење Азербејџанској ССР, што је и учињено исте године.
После распада Совјетског Савеза 1991. године, будући председник Азербејџана Хејдар Алијев постаје председник Нахчиванског врховног совјета и претвара Нахчиван у територију скоро потпуно независну од власти у Бакуу. Током рата у Нагорно-Карабаху 1992. године, избили су спорадични оружани сукоби Нахчивана са Јерменијом. Парламент Азербејџана позива 1993. године Хејдара Алијева да стане на чело државе, тако да он постаје председник Азербејџана и на тој функцији остаје све до 2003. године када га је на функцији наследио његов син, Илхам Алијев. Нахчиван је до данас задржао статус аутономне републике у саставу Азербејџана, а 1998. године усвојен је и нови републички устав.

## Демографија
Према подацима из 1999. године, етнички Азери (турски народ који представља основно становништво Азербејџана) чинили су 99% становништва Нахчиванске републике.
У 19. веку већински народ на простору Нахчивана су били Јермени али током турске окупације и геноцида током Првог светског рата етничка структура се значајно изменила у корист Азера тако да су до краја 20. века Јермени нестали на оном простору.

## Религија
Главна религија у републици је ислам.

## Градови
Највећи градови републике су (са приказом броја становника 2009. године): 
- Нахчиван (75.000)
- Џулфа (11.000)
- Ордубад (10.000)

## Уништавање јерменских споменика у Нахчивану
Број именованих јерменских цркава за које се зна да су постојале у Нахчивану износи преко 280. 1648. године француски путник Александар де Род известио је да је у Џулфи видео више од десет хиљада јерменских надгробних споменика од мермера. Процењује се да се број црквених споменика који су опстали у Нахчивану у 1980-им годинама кретао између 59 и 100. Аутор и новинар Силвен Бесон верује да су сви они накнадно уништени у оквиру кампање владе Азербејџана за брисање свих трагова јерменске културе на свом тлу.
Када је 2005. посећена црква Светог Стефана у Абракунису из 14. века, утврђено је да је недавно уништена и сведена на неколико цигли које вире из растресите, голе земље. Слично потпуно уништавање догодило се и цркви Светог Хакоп-Хајрапета из 16. века у Шуруту. Нестале су и јерменске цркве у Норасхену, Кирни и Галу које су постојале 1980-их.

Најпознатији случај масовног уништавања односи се на надгробне споменике на средњовековном гробљу у Џулфи, са фотографским, видео и сателитским доказима који подржавају оптужбе. У априлу 2006. године британски The Times писао је о уништавању гробља на следећи начин:
Средњовековно гробље које се сматра једним од чуда Кавказа избрисано је са лица Земље у чину културног вандализма слично Талибанима који су минирали Буде из Бамијана у Авганистану 2001. године. Гробље у Џулфи представљало је јединствену колекцију од неколико хиљада уклесаних крстова у каменим плочама на јужној граници Азербејџана са Ираном. Али после 18 година сукоба између Азербејџана и његовог западног суседа, Јерменије, потврђено је да је гробље нестало.
Јермени одавно звоне за узбуну да Азербејџанци намеравају да елиминишу све доказе јерменског присуства у Нахчивану и да су у том циљу извршили масовно и неповратно уништавање јерменских културних трагова. „Иронија је у томе што се ово уништавање није догодило у време рата већ у време мира“, рекао је јерменски министар спољних послова Вартан Осканиан за The Times. Азербејџан је доследно негирао ове оптужбе. На пример, према азербејџанском амбасадору у САД Хафизу Пашајеву, видео снимци и фотографије „приказују неке непознате људе који уништавају камење средње величине“, и „није јасно које су националности ти људи“, а извештаји су јерменски пропаганда осмишљена да скрене пажњу са, како је тврдио, „државне политике (Јерменије) уништавања историјских и културних споменика на окупираним азербејџанским територијама“.
Бројне међународне организације потврдиле су потпуно уништавање гробља. Институт за извештавање о рату и миру известио је 19. априла 2006. године да „од прослављених камених крстова из Џулфе није остало ништа“. Према Међународном савету за споменике и знаменитости (ICOMOS), азербејџанска влада је уклонила 800 хачкара 1998. године. Иако је уништавање заустављено након протеста Унеско-а, настављено је четири године касније. До јануара 2003. године, „гробље старо 1500 година било је потпуно сравњено“, наводи ICOMOS. 8. децембра 2010. Америчко удружење за унапређење науке објавило је извештај под називом „Сателитске слике показују нестајање јерменских артефаката у Азербејџану“. Извештај је садржао анализу сателитских снимака високе резолуције гробља у Џулфи, који су потврдили уништавање хачкара.
Европски парламент је формално позвао Азербејџан да заустави рушење као кршење Унескове конвенције о светској баштини. Према својој резолуцији у вези са споменицима културе на Јужном Кавказу, Европски парламент „најоштрије осуђује уништавање гробља и Џулфи као и уништавање свих места од историјског значаја која су се догодила на јерменској или азербејџанској територији и осуђује сваку такву акцију која тежи уништавању културног наслеђа.“ Азербејџан је 2006. године забранио мисији Парламентарне скупштине Савета Европе (ПАСЕ) да прегледа и истражи древно место сахрањивања, наводећи да ће прихватити делегацију само ако посети и територије под контролом Јермена. „Сматрамо да ће, ако се заузме свеобухватан приступ проблемима који су покренути“, рекао је портпарол азербејџанског министарства спољних послова Тахир Тагизаде, „бити могуће проучавати хришћанске споменике на територији Азербејџана, укључујући и Аутономну Републику Нахчиван“.
Инспектори Парламентарне скупштине Савета Европе планирали су поновни покушај за 29. август - 6. септембар 2007. године, предвођени британским послаником Едвардом О’Харом. Поред Нахчивана, делегација би посетила Баку, Јереван, Тбилиси и Нагорно-Карабах. [125] Инспектори су планирали да посете Нагорно-Карабах преко Јерменије; међутим, 28. августа, шеф азербејџанске делегације у ПАСЕ објавио је захтев да инспектори морају да уђу у Нагорно-Карабах преко Азербејџана. 29. августа, генерални секретар ПАСЕ Матео Соринас најавио је да посета мора бити отказана због потешкоћа у приступу Нагорно-Карабаху путем који захтева Азербејџан. Министарство спољних послова у Јерменији издало је саопштење у којем се каже да је Азербејџан зауставио посету „искључиво због намере да се прикрије рушење јерменских споменика у Нахчивану".

## Галерија
- Нахчивански канат око 1800. године
- Нахчиванска АССР у саставу Совјетског Савеза
- Панорама града Нахчивана
- Маузолеј Момине Хатун
- Река Аракс, на десној страни Нахчиван, Азербејџан, а на левој Иран